# 德格金莲花
德格金莲花（学名：Trollius pumilus var. tehkehensis）为毛茛科金莲花属下的一个变种。

## 扩展阅读
- 維基物種上的相關：德格金莲花